# Chór św. Cecylii w Kochłowicach
Chór św. Cecylii w Rudzie Śląskiej Kochłowicach – chór parafialny działający w Kochłowicach, przy parafii Trójcy Przenajświętszej.
Za oficjalną datę powstania chóru przyjmuje się rok 1910, jednak jego korzenie wywodzą się z działających na przełomie XIX i XX wieku Towarzystwa św. Alojzego i Kongregacji Mariańskiej. Założycielem i pierwszym dyrygentem chóru był organista Emil Chodziński. Patronką chóru została św. Cecylia.
W latach 2010–2018 opiekunem chóru był ks. Jerzy Lisczyk, po nim do 2021 ks. Jacek Błaszczok, a od 2022 ks. Cezariusz Wala. 

## Dyrygenci
- Emil Chodziński[2]
- Alfons Gering[2]
- Zygfryd Wrazidło[2]
- Haubert Ratka (do 2008)[2]
- Beata Rąba-Tomica (2008–2022)[2]
- Agata Fugat (2022–2024)
- Rafał Kozubek (od 2024)

## Nagrody i wyróżnienia
- 2010: Międzynarodowa Nagroda im. Stanisława Moniuszki „za wybitne zasługi dla społecznego ruchumuzycznego w kształtowaniu kultury muzycznej i trwałych wartości etycznych płynących z upowszechniania piękna muzyki i pieśni na Śląsku” – Katowice[3][2]
- 2012: I miejsce na VIII Ogólnopolskim Przeglądzie Chórów Kościelnych Pieśni Pokutnej i Pasyjnej Metropolii Górnośląskiej – Żory[4]
- 2012: II miejsce na IV Festiwalu Pieśni Eucharystycznej „O Salutaris Hostia” – Katowice-Piotrowice[2]